# Чемпионат мира по шоссейным велогонкам 1950
23-й чемпионат мира по шоссейному велоспорту проходил в бельгийском городе Морследе с 19 по 20 августа 1950 года. Он стал третьим на территории Бельгии.
В рамках чемпионата были проведены шоссейные групповые гонки среди мужчин у любителей и профессионалов.

## Призёры
| Велогонка                      | Золото                   | Серебро                        | Бронза                       |
| ------------------------------ | ------------------------ | ------------------------------ | ---------------------------- |
| Мужчины                        |                          |                                |                              |
| Групповая гонка. Профессионалы | Алберик Схотте · Бельгия | Теофил Мидделкамп · Нидерланды | Фердинанд Кюблер · Швейцария |
| Групповая гонка. Любители      | Джон Хобин · Австралия   | Робер Варнажо · Франция        | Альфио Феррари · Италия      |

## Медальный зачёт
*   Принимающая страна (Бельгия)
| Место          | Страна         | Золото | Серебро | Бронза | Всего |
| -------------- | -------------- | ------ | ------- | ------ | ----- |
| 1              | Австралия      | 1      | 0       | 0      | 1     |
| 1              | Бельгия*       | 1      | 0       | 0      | 1     |
| 3              | Нидерланды     | 0      | 1       | 0      | 1     |
| 3              | Франция        | 0      | 1       | 0      | 1     |
| 5              | Италия         | 0      | 0       | 1      | 1     |
| 5              | Швейцария      | 0      | 0       | 1      | 1     |
| Всего стран: 6 | Всего стран: 6 | 2      | 2       | 2      | 6     |